# Moombahton
Moombahton is een subgenre van reggaeton en house. Moombahton is in essentie electrohouse op het drumritme van reggaeton waarbij het tempo voornamelijk tussen 100 tot 115 bpm ligt.

## Ontstaan
Moombahton werd in het leven geroepen door de Amerikaanse dj en producer Dave Nada (Dave Villegas) op een schoolfeest van zijn jongere neefje in Washington D.C. in de herfst van 2009. Wat hem ertoe bracht Moombahton te gaan produceren, was de remix van Afrojack van het nummer Moombah! van Silvio Ecomo & Chuckie. 
Dit nummer vertraagde hij tot het tempo van reggaeton. De uiteindelijke naam is een samensmelting van "moombah" en "reggaetón".
Hierna begon hij de stijl te perfectioneren en gaf hij vijf tracks in deze nieuwe stijl uit. Deze kwamen uit in maart 2010 met medewerking van DJ Ayres en DJ Tittsworth bij T & A Records.
Dankzij de hit Watch Out for This van Major Lazer werd Moombahton ook bekend bij het grotere publiek. Inmiddels zijn Moombahton en invloeden uit dit genre niet meer weg te denken uit de huidige muziekscene. Voorbeelden hiervan zijn recente hits als Major Lazer's 'Lean On' en 'Sorry' van Justin Bieber.